# 国民健康保険五所川原市立西北中央病院
国民健康保険五所川原市立西北中央病院（こくみんけんこうほけんごしょがわらしりつせいほくちゅうおうびょういん）は、青森県五所川原市にかつて存在していた医療機関。
西北中央病院は、青森県津軽半島西北地域の中心に位置する中核病院として昭和6年に設立され、南北100km、東西40km、人口約15万人に及ぶ圏域を対象としていた。西北五医療圏は全国的にも医師不足が顕著な地域である。
そのため、平成12年度からつがる西北五広域連合（五所川原市、つがる市、鯵ヶ沢町、深浦町、鶴田町、中泊町で構成）で、新たな地域医療体制の構築を目指し、2012年4月1日よりつがる西北五広域連合が地域内自治体病院の一括運営を開始。本院は2014年4月1日のつがる総合病院開院まで、その中核病院となり地域医療を提供してきた。

## 沿革
- 1931年（昭和6年）12月17日 有限責任利用組合西北病院の設立が許可
- 1932年（昭和7年）6月7日 五所川原町（現五所川原市）布屋町43番地に開設
- 1936年（昭和11年）3月23日 有限責任購買利用組合西北病院に改組
- 1939年（昭和14年）2月1日 保証責任購買利用組合連合会西北病院に改組
- 1944年（昭和19年）1月1日 農業団体法により青森県農業会に統合、金木病院を買収し金木分院とする
  - 11月29日 病院全焼
  - 11月30日 公民館で外来診療、入院患者を金木分院に収容
- 1945年（昭和20年）12月30日 仮診療所新築
- 1948年（昭和23年）8月15日 農業協同組合法施行により青森県厚生農業協同組合連合会に移管、第一病棟完成
- 1949年（昭和24年）1月1日 第二病棟完成、看護婦宿舎完成
- 1950年（昭和25年）4月1日 金木分院が独立採算性の病院となる
- 1952年（昭和27年）11月10日 国民健康保険五所川原町立病院開設（病床数57床）
- 1954年（昭和29年）10月1日 市制施行により国民健康保険五所川原市立病院に改称
- 1956年（昭和31年）9月16日 本館落成（病床数230床）
- 1959年（昭和34年）6月1日 青森県厚生農業協同組合連合会西北病院を買収、市立西北病院として発足
  - 9月1日 市立西北病院と五所川原市立病院を合併し市立西北中央病院（本院）に改称
五所川原市立病院は市立西北中央病院敷島分院となる（病床数 本院230床、敷島分院200床）
- 1961年（昭和36年）4月1日 基準給食承認
  - 5月1日 敷島分院に精神神経科を新設、同病棟が完成（病床数100床）
  - 8月 基準寝具承認、基準看護承認
- 1964年（昭和39年）12月1日 救急告示病院の承認を受ける
- 1966年（昭和41年）4月10日 本院第一期工事（A棟）完成
- 1967年（昭和42年）4月10日 本院第二期工事（B棟）完成、総合病院の認可を受ける
- 1968年（昭和43年）2月3日 本院第三期工事（C棟）完成 総面積 10,252.20㎡ 病床数300床
- 1981年（昭和56年）10月31日 病院増改築工事着工（56年度～58年度の3か年継続事業）
- 1982年（昭和57年）9月30日 第一期工事精神病棟（D棟120床）、エネルギー棟完成
  - 11月1日 D棟に敷島分院の入院患者を移す
- 1983年（昭和58年）4月1日 敷島分院を廃止
- 1984年（昭和59年）5月20日 第二期工事（A棟B棟C棟の増改築）完成
  - 病床数506床（一般病棟356床、精神病棟120床、結核病棟20床、伝染病棟10床）
- 1992年（平成4年）4月1日 老人性痴呆疾患センターの指定を受ける
- 1993年（平成5年）6月1日 特別管理給食加算の承認を受ける
  - 10月1日 夜間看護加算の承認を受ける
隣接地に駐車場を増設
- 1994年（平成6年）3月31日 医師住宅2棟10戸が松島町に完成（補助、起債）
- 1995年（平成7年）2月13日 結核病棟（20床）を廃止
  - 3月1日 看護基準を新看護体系（2対1看護）に移行
  - 3月31日 接遇マニュアル「私たちの接遇」が完成
  - 4月1日 訪問看護センターを新設
  - 7月1日 健康管理科を新設
  - 11月15日 国の第四次病院事業経営健全化措置団体の指定を受ける（平成12年度末で不良債務解消）
  - 12月20日 一般病棟及び精神病棟一部に「テレビ・冷蔵庫付き床頭台システム」を導入
- 1996年（平成8年）3月29日 精神病棟にスプリンクラー設備を設置
  - 5月20日 磁気共鳴画像診断装置（MRI）を導入
  - 11月1日 院内でBGM（バックグランドミュージック）放送を開始
- 1997年（平成9年）4月14日 外来部門において再来自動受付システムを導入
  - 5月1日 鎌谷町駐車場を開設（現在は一ツ谷）
  - 8月29日 地域災害医療センターの指定を受ける
  - 10月3日 外来待合室に冷暖房設備を設置
- 1998年（平成10年）3月3日 救急車専用の駐車スペースを確保
  - 4月1日 服薬指導業務を開始
救急医療輪番制を開始
  - 8月28日 身障者用トイレを自動ドア化
- 1999年（平成11年）3月26日 救急室を拡張し、救急医療の充実を図る
  - 3月31日 伝染病予防法の廃止により、伝染病棟を廃止（病床数476床）
  - 4月1日 難病医療協力病院の指定を受ける
西北五地域循環器疾患医療連携システムを導入
  - 10月1日 精神科救急医療輪番制を導入
  - 12月1日 駐車場の一部（第一及び第二駐車場）を有料化
- 2000年（平成12年）3月31日 病棟部門等に冷房設備を設置
  - 4月1日 指定居宅介護支援事業者の指定を受ける
指定居宅サービス事業者の指定を受ける
- 2001年（平成13年）6月1日 形成外科を新設
- 2003年（平成15年）10月30日 協力型臨床研修病院として指定を受ける
- 2004年（平成16年）4月1日 地域連携室を設置
- 2005年（平成17年）3月28日 五所川原市の合併により新五所川原市が誕生したため、新たに病院の開設許可を受ける
  - 3月31日 在宅介護支援センターが臨床研修協力施設として認められる4月1日精神保険及び精神障害者福祉に関する法律第19条の 8の規定に基づく指定病院として指定を受ける
  - 11月30日 手術室改修工事が完了する
- 2006年（平成18年）9月6日 A棟4階第二内科病棟に重傷者観察室を新設する
  - 10月1日 院内を禁煙とする（※精神科病棟を除く）
院内の一部で携帯電話の使用を可能とする
- 2007年（平成19年）1月1日 リウマチ科を新設
  - 3月27日 精神科病棟の改修工事を行い、D棟2階の病棟を廃止する（4月1日から病床数416床、うち精神病床60床）
  - 3月31日 在宅介護支援センターを廃止
- 2008年（平成20年）1月5日 土曜外来休診の実施
  - 1月21日 外来化学療法室を新設
  - 4月1日 救急外来で預り金の徴収を開始
  - 10月30日 管理型臨床研修病院として指定を受ける
  - 12月18日 付属機関として五所川原市立西北中央病院運営委員会を設置
  - 12月22日 B棟3階に身障者用トイレを新設
- 2009年（平成21年）2月25日 バイブレーン心血管撮影装置を導入
  - 3月25日 国民健康保険五所川原市立西北中央病院改革プラン策定
  - 4月1日
    - 神経内科を新設
    - 亜急性期病床を設置するため一般病床を4床削減（病床数412床）
    - 医療安全管理室設置、診療情報管理室を設置
    - 事務局管理課の庶務係と経理係を統合し庶務会計係を新設
    - 事務局管理課に経営企画係を新設

  - 5月29日 128列マルチスライスCT装置を導入
  - 6月1日 7対1一般病棟入院基本料施設基準取得
    - 亜急性期病室設置
    - 紹介患者受付窓口を外来に設置

  - 10月6日 「弘前大学専門医養成病院ネットワークに関する協定」を締結
- 2010年（平成22年）1月31日 老人性認知症センター（旧老人性痴呆疾患センター）の指定廃止
  - 5月6日 患者情報モニター広告事業を開始（委託業者：長田広告株式会社）
    - （医事課会計窓口前、売店前エレベーター横にモニターを設置）

  - 6月1日 13対1精神病棟入院基本料施設基準取得
- 2012年（平成24年）
  - 4月1日 本院・金木病院(同日をもってかなぎ病院に改称)・鯵ヶ沢病院・つがる成人病センター(つがる市)・鶴田中央病院(10月1日から、同日をもって鶴田診療所に改組)の5病院を｢つがる西北五広域連合｣が一体運営の開始。
- 2014年（平成25年）
  - 3月27日全ての一般外来診療を終了。翌28日よりつがる総合病院への移転作業開始。[1]
  - 3月31日移転作業終了に伴い閉院。

## 診療科
- 第一内科
- 第二内科
- 第三内科
- 外科
- 麻酔科
- 整形外科
- 脳神経外科
- 形成外科
- 神経内科
- 精神科
- 小児科
- 産婦人科
- 皮膚科
- 泌尿器科
- 眼科
- 耳鼻咽喉科
- 放射線科
- リウマチ科
- 健康管理科

## 医療機関の指定等
- 保険医療機関
- 労災保険指定医療機関
- 指定自立支援医療機関（更生医療・育成医療・精神通院医療）
- 身体障害者福祉法指定医の配置されている医療機関
- 精神保健及び精神障害者福祉に関する法律（昭和25年法律第123号）に基づく指定病院又は応急入院指定病院
- 精神保健指定医の配置されている医療機関
- 生活保護法指定医療機関
- 結核指定医療機関
- 指定養育医療機関
- 戦傷病者特別援護法指定医療機関
- 原子爆弾被害者医療指定医療機関
- 原子爆弾被害者一般疾病医療取扱医療機関
- 公害医療機関
- 母体保護法指定医の配置されている医療機関
- 災害拠点病院
- 臨床研修指定病院
- 特定疾患治療研究事業委託医療機関

## 施設基準
基本診療の施設基準等に係る届出
1. 一般病棟入院基本料 7対1
2. 精神病棟入院基本料 13対1
3. 臨床研修病院入院診療加算
4. 救急医療管理加算・乳児救急医療管理加算
5. 妊産婦緊急搬送入院加算
6. 診療録管理体制加算
7. 医師事務作業補助体制加算15対1
8. 急性期看護補助体性加算50対1
9. 重症者等療養環境特別加算
10. 精神科身体合併症管理加算
11. 栄養管理実施加算
12. 医療安全対策加算1
13. 褥瘡患者管理加算
14. 急性期病棟等退院調整加算
15. 亜急性期入院医療管理料1

特掲診療の施設基準等に係る届出
1. がん性疼痛緩和指導管理料
2. ハイリスク妊産婦共同管理料(I)
3. がん治療連携指導料
4. 薬剤管理指導料
5. 医薬品安全性情報等管理体制加算
6. 医療機器安全管理料1
7. 検体検査管理加算(II)
8. CT撮影及びMRI撮影
9. 抗悪性腫瘍剤処方管理加算
10. 外来化学療法加算1
11. 無菌製剤処理加算
12. 脳血管疾患等リハビリテーション料(I)
13. 運動器リハビリテーション(I)
14. 医療保護入院等
15. 乳がんセンチネルリンパ節加算1
16. ペースメーカー移植術、ペースメーカー交換術（電池交換を含む）
17. 大動脈バルーンパンピング法（IABP法）
18. 医科点数表第2章第10部手術の通則5及び6（歯科点数表第2章第9部の通則4を含む）に掲げる手術
19. 麻酔管理料

## 交通アクセス
- JR東日本五能線五所川原駅・津軽鉄道線津軽五所川原駅下車、徒歩2分。
- 弘南バス商店街循環バス（「虫送り号」除く）で「西北病院前」バス停下車。なお、2014年4月1日から、バス停名は、「布屋町」[2]に変更された。